# خرابةعدانة (بعدان)

تعديل مصدري - تعديل

خرابةعدانة هي إحدى قرى عزلة المشكي بمديرية بعدان التابعة لمحافظة إب، بلغ تعداد سكانها 260 نسمة حسب تعداد اليمن لعام 2004.